# Phạm Ngũ Lão, thành phố Hải Dương
Phạm Ngũ Lão là một phường thuộc thành phố Hải Dương, tỉnh Hải Dương, Việt Nam.

## Địa lý
Phường Phạm Ngũ Lão nằm ở trung tâm thành phố Hải Dương, có vị trí địa lý:
- Phía đông giáp phường Nguyễn Trãi và phường Trần Phú
- Phía tây giáp phường Thanh Bình và phường Tân Bình
- Phía nam giáp phường Tân Bình và phường Lê Thanh Nghị
- Phía bắc giáp phường Bình Hàn.

Phường có diện tích 0,82 km², dân số năm 2018 là 16.698 người, mật độ dân số đạt 20.363 người/km².

## Lịch sử
Ngày 16 tháng 10 năm 2019, Ủy ban Thường vụ Quốc hội ban hành Nghị quyết số 788/NQ-UBTVQH14 về việc sắp xếp các đơn vị hành chính cấp huyện, cấp xã thuộc tỉnh Hải Dương (nghị quyết có hiệu lực từ ngày 1 tháng 12 năm 2019). Theo đó:
- Điều chỉnh 0,11 ha diện tích tự nhiên và 32 người của phường Nguyễn Trãi; 2,02 ha diện tích tự nhiên và 28 người của phường Thanh Bình; 6,86 ha diện tích tự nhiên và 816 người của phường Tân Bình về phường Phạm Ngũ Lão
- Điều chỉnh 0,41 ha diện tích tự nhiên và 109 người của phường Phạm Ngũ Lão về phường Bình Hàn
- Điều chỉnh 0,74 ha diện tích tự nhiên của phường Phạm Ngũ Lão về phường Tân Bình.

Sau khi điều chỉnh địa giới hành chính, phường Phạm Ngũ Lão có 82,53 ha diện tích tự nhiên và 16.698 người.